# Bawoomasio
Bawoomasio is een bestuurslaag in het regentschap Nias Selatan van de provincie Noord-Sumatra, Indonesië. Bawoomasio telt 426 inwoners (volkstelling 2010).